# 交分
交分（きょうぶん）は、平安時代後期から戦国時代にかけて年貢・地子の収納に関する費用として徴収された付加税の一種。

## 概要
通説では枡の多様化とともに論じられる事が多い。中世における荘園の租税徴収の場において、現地で収納に用いられる枡と領主の下で再計量される時に枡の容量の違いから「斗升違目」と呼ばれる差異が生じた。領主側の枡が現地の枡よりも大きい場合は計量値は減少し、逆に小さい場合には計量値は増大する。計量値の減少分を縮、計量値の増大分を延または斗出（はかりだし/とだし）と呼んだ。交分とは本体はこの延の事を指したとされとされている。租税徴収の場において農民から荘官（下司・代官・地頭・預所など）が現地の枡によって米1升を徴収したのにもかかわらず、領主側の収納使が全く同じ米を再計量した時に領主側の升では米1升2合となった。これは領主側の升に延があるために生じた現象であるが、その際に余剰とみなされた領主側の枡における2合分が荘官側に残され、荘官はそれをそのまま自己の得分とした。この部分を交分と称したのである。
ところが、この説には異論も出されている。すなわち、年貢に関する史料の中に交分と斗出（＝延）が別途に記されているものも存在しており、上記通説が当てはまらない事例も存在している。
「交分」に関する最古の記録は、長保5年（1003年）に発生した大宰帥平惟仲と宇佐八幡宮との相論におけるもので、惟仲の配下が八幡宮領から官物を不法に徴収した問題が発生した際に配下が10％の土毛・5％相当の交米などの各種付加税も併せて徴収して自己のものにしたことが八幡宮側から指摘されている。また、天喜5年（1057年）には伊賀守小野守経が東大寺別当覚源に対して、黒田荘の住人から正米とともに交米1割の徴収を認める国符を発給している。ここに登場する「交米」は後世においても「交分の米」の意味で用いられており、この場合も交分あるいはその元になった付加税であったとみられている。ここに登場する交米の算定には枡の存在が考慮されておらず、かつ一定の割合が定められている。更に「交分」の語が登場する最古の記録である大治2年（1127年）に出された「大治二年八月二十八日筑前国山北封所当結解状」には、交分とは別個に地子米の斗出に関する記述があり、交分と斗出（＝延）が別箇のものであったことを示している。同様の事例は弘安2年（1279年）に若狭国太良荘で起きた領主（東寺）と預所である僧との紛争について書かれたいわゆる「定宴書状」において、1石あたり1升の交分を与えられていた定宴がそれ以外に枡の斗出を自らのものにしたと疑われていることが記されており、両者が別箇であったことを示している。
更に近年では、交分関連文書の研究から、枡の延（斗出）の存在から交分が発生したのではなく、平安時代に付加税として既に交米・交分が存在しており、鎌倉時代には徴税用の便宜のために交分を込みとした容量の大きな枡が作成され、その枡と通常の枡との間に生じた差異を斗出と称していたものが、後に枡の容量差による延（斗出）とそこに発生する容量差そのものについても「交分」と呼ぶようになったとする説も出されている。
交分は公家領や寺社領に広く見られるものの、武家領ではあまり見られない特徴がある。また、口米や員米、筵付などを含めた付加税全般を指して交分と呼ぶ用法もあった。徴収された交分は荘園領主・政所・収納使・公文などに納められた。ところが、室町時代に入ると半済による武家支配の強化によって荘園制度が揺らいでいくと、年貢・地子・公事と同様に交分の未進も増加するようになる。そして、太閤検地によって荘園制度が完全に解体されるとともに交分も姿を消すことになった。